# Delegado sindical

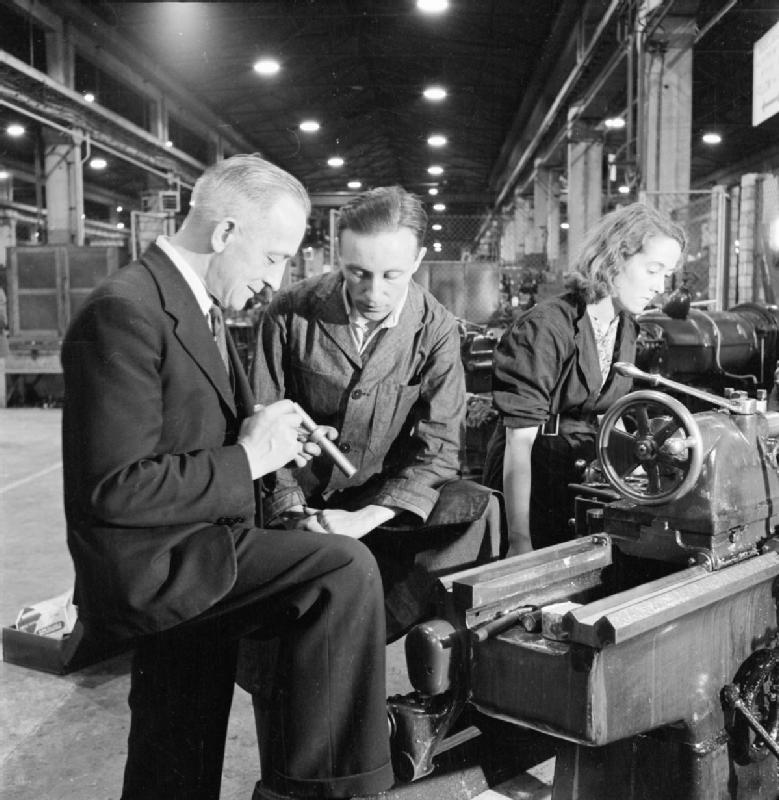
Um delegado sindical britânico discute um problema com um encarregado durante a Segunda Guerra Mundial

Um delegado sindical ou representante sindical é um funcionário de uma organização ou empresa que representa e defende os interesses dos seus colegas de trabalho como membro e representante de um sindicato. Os membros de base do sindicato ocupam esta posição voluntariamente (por meio de eleição democrática pelos colegas de trabalho ou, às vezes, por nomeação de um órgão sindical superior), enquanto mantêm o seu papel como funcionários da empresa. Como resultado, o delegado sindical torna-se um elo significativo e um canal de informações entre a liderança sindical e os trabalhadores de base.[carece de fontes?]

## Obrigações
Os deveres de um delegado sindical variam de acordo com o mandato constitucional de cada sindicato para o cargo.[carece de fontes?] Em geral, a maioria dos delegados sindicais desempenha as seguintes funções:[carece de fontes?]
- Monitorizar e aplicar as disposições do acordo coletivo de trabalho (contrato de trabalho) para garantir que tanto a empresa quanto o trabalhador sindicalizado não estejam a violar os termos do acordo.[carece de fontes?]
- Garantir que a empresa esteja em conformidade com todas a leis e regulamentações nacionais, estaduais e locais.[carece de fontes?]
- Representar e defender colegas de trabalho que a empresa acredita que violaram a política da empresa ou os termos e condições do acordo de negociação coletiva, geralmente por meio do processo de reclamação.[carece de fontes?]
- Comunicar e disseminar a política oficial do sindicato, memorandos e diretrizes aos trabalhadores da empresa.[carece de fontes?]
- Popularizar e promover a consciência e os valores sindicais no local de trabalho.[carece de fontes?]

Diferentemente de outros representantes sindicais, os delegados trabalham no chão de fábrica, conectando os trabalhadores com dirigentes sindicais em níveis regionais ou nacionais.[carece de fontes?] O papel dos delegados sindicais pode variar de meros representantes de um sindicato nacional maior até estruturas independentes com poder de negociação coletiva no local de trabalho.[carece de fontes?]

## Na história política
No Reino Unido, uma rede chamada Shop Stewards Movement organizou representantes sindicais contra a Primeira Guerra Mundial.[carece de fontes?] Na Alemanha, uma rede de delegados sindicais chamada Delegados Revolucionários desempenhou um papel importante na revolucionária "Greve de Janeiro".